# Festival des 3 Continents 2008
Le Festival des 3 Continents 2008, 30e édition du festival, s'est déroulé du 25 novembre 2008 au 2 décembre 2008.

## Jury
- Marc Caro : réalisateur français
- Yann Dedet : monteur français
- Anna Faur : réalisatrice hongroise
- Laurence Ferreira Barbosa : réalisatrice française
- Clotilde Hesme : actrice française
- Boris van Gils : producteur belge

## Sélection

### En compétition[1]
| Titre                                                           | Réalisation            | Pays              |
| --------------------------------------------------------------- | ---------------------- | ----------------- |
| La Chine est encore loin (ولو في الصين , Wa laou fi Sin)        | Malek Bensmaïl         | Algérie           |
| Una semana solos                                                | Celina Murga           | Argentine         |
| L'Herbe du rat (A Erva do rato)                                 | Júlio Bressane         | Brésil            |
| Le ciel, la terre et la pluie (El cielo, la tierra y la lluvia) | José Luis Torres Leiva | Chili             |
| Bingaï                                                          | Feng Yan               | Chine             |
| Chronicle of Longwang (鄉村檔案, Xiāngcūn dǎng àn)              | Li Yifan               | Égypte            |
| Perfect Life (完美生活, Wánměi shēnghuó)                        | Emily Tang             | Chine - Hong Kong |
| L'Aquarium (جنينة الأسماك, Geneinet el Asmak)                   | Yousry Nasrallah       | Égypte            |
| Still Walking (歩いても 歩いても, Aruitemo aruitemo)            | Hirokazu Kore-eda      | Japon             |
| Chants des mers du sud (Pesni Juzhnykh Morej)                   | Marat Sarulu           | Kirghizistan      |
| Parque vía                                                      | Enrique Rivero         | Mexique           |
| Lait (Süt)                                                      | Semih Kaplanoğlu       | Turquie           |

### Autres programmations[2]
- 30 ans de Montgolfières d'or
- Hommage à Edward Yang
- Nouvelle vague équatorienne
- Cinéma de genre

## Palmarès[2]
- Montgolfière d'or : Parque vía de Enrique Rivero
- Montgolfière d'argent : Bingaï de Feng Yan
- Prix spécial du jury : La Chine est encore loin (ولو في الصين , Wa laou fi Sin) de Malek Bensmaïl
- Prix d’interprétation féminine : Kirin Kiki dans Still Walking
- Prix d’interprétation masculine : Norberto Coria dans Parque vía
- Prix du Jury Jeune : Chronicle of Longwang (鄉村檔案, Xiāngcūn dǎng àn) de Li Yifan
- Prix du public : Chants des mers du sud (Pesni Juzhnykh Morej) de Marat Sarulu